# Le Lien (film, 1912)
Pour les articles homonymes, voir Le Lien.
Pour plus de détails, voir Fiche technique et Distribution.
Le Lien (ou Retour au foyer) est un film muet français réalisé par Léonce Perret, sorti en 1912.

## Fiche technique
- Titre : Le Lien
- Titre alternatif : Retour au foyer
- Réalisation : Léonce Perret
- Scénario : Léonce Perret
- Photographie :
- Montage :
- Société de production : Société des Etablissements L. Gaumont
- Société de distribution :
- Pays d'origine :  France
- Langue : film muet avec les intertitres en français
- Métrage :
- Format : Noir et blanc — 35 mm — 1,33:1 — Muet
- Genre : Film dramatique
- Durée :
- Dates de sortie : 
  -  France : 19 juillet 1912

## Distribution
- Yvette Andréyor : Yvette Clarens
- Léonce Perret : Georges Clarens
- Émile Keppens : André Dartys
- Suzanne Privat : Suzette